# Arthur Wijnans

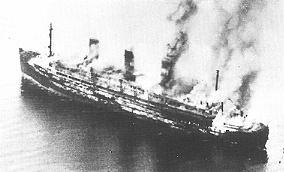
Cap Arcona, 3 mei 1945

Arthur Joseph Wijnans (Padang, 21 juli 1920 -  Neustadt in Holstein, 3 mei 1945) was een Nederlands schaker en verzetsstrijder.  
Wijnans werd geboren in Padang. Hij begon al op jonge leeftijd te schaken en werd in 1939 derde op het Nederlands kampioenschap schaken. Hij won het Hoogovenstoernooi in 1941 en werd gedeeld tweede in 1943. Wijnans studeerde aan de  Technische Hogeschool in  Delft. Vanwege zijn verzetsactiviteiten werd hij gearresteerd en afgevoerd naar concentratiekamp Neuengamme. 
Op 3 mei 1945 werden duizenden gevangenen van Neuengamme in schepen geladen, waaronder de Cap Arcona, en achtergelaten in de baai van Lübeck. Op die manier probeerden de nazi's het bewijs dat het concentratiekamp had bestaan te verdoezelen. De geallieerden, die de schepen aanzagen voor troepentransportvaartuigen, brachten de schepen tot zinken, waarbij naar schatting 7000 tot 8000 mensen omkwamen. Arthur Wijnans was een van hen.